# Confederación de los Pueblos del Kurdistán

Bandera de la Koma Civakên Kurdistán.

La Confederación de los Pueblos de Kurdistán o Unión de las Comunidades Kurdas (en kurdo: Koma Civakên Kurdistanê, KCK) es la organización creada para poner en práctica el confederalismo democrático, un intento de organizar al pueblo kurdo en todos sus territorios bajo una cierta autonomía sin tocar los estados-nación ni sus límites territoriales en cuales se encuentra la población kurda. Con la Declaración del Confederalismo Democrático por Abdullah Öcalan el 20 de marzo de 2005 se fundó la Koma Komalen Kurdistanê (KKK). En 2007 se la renombró Koma Civakên Kurdistanê.
La KCK se constituye por consejos y otros organismos políticos de la sociedad kurda desde abajo hasta arriba.
Partes son el consejo de la juventud, el consejo de las mujeres, consejos de la población kurda en los cuatro estados-nación de Kurdistán (Turquía, Irak, Irán y Siria) así como la diáspora europea, partidos políticos como PKK, PJAK y PYD y el brazo armado Hêzên Parastina Gel (HPG). 
El Kongra Gel sirve como parlamento del KCK y consiste de 300 personas elegidas del movimiento. Está dirigido por una junta ejecutiva y algunas comisiones de distintas áreas. Así están representados todas las ramas de la sociedad.

## Ideología
Su ideología, el confederalismo democrático, ha sido desarrollada por Abdullah Öcalan desde finales de los años noventa. Se basa en principios de la ecología social y el municipalismo libertario. Su principal objetivo es la creación de sociedad en lugar de estado-nación y gobierno nacional. La meta es un gobierno de movimiento de bases que represente a las distintas partes de la sociedad, a todas las etnias y religiones de la región de Medio Oriente de manera equitativa y libre.

## Organigrama
- Líder honorario: Abdullah Öcalan
- Presidente del Consejo Legislativo: Zübeyir Aydar
- Presidente del Consejo Ejecutivo: Murat Karayılan
- Vicepresidente del Consejo Ejecutivo: Cemil Bayık